# Чёртов мост (роман)
«Чёртов мост» — исторический роман русского писателя-эмигранта Марка Алданова, опубликованный в 1925 году, часть тетралогии «Мыслитель» (другие её составляющие — романы «Девятое термидора» и «Заговор», повесть «Святая Елена, маленький остров»).

## Сюжет
Тетралогия «Мыслитель» посвящена Французской революции и Наполеоновским войнам. Действие «Чёртова моста» (третьей части этого цикла по времени написания и второй по хронологии событий) начинается в 1796 году, со смерти российской императрицы Екатерины II. Алданов пишет о правлении Директории во Франции, о разгроме англичанами и русскими Партенопейской республики в Неаполе. Один из главных героев всего цикла, молодой русский дворянин Юлий Штааль, участвует в средиземноморском походе Ушакова и в швейцарском походе Суворова, другой, старик Пьер Ламор, чудом спасается от белого террора. Помимо вымышленных персонажей, в романе появляются реальные исторические деятели: Талейран, Баррас, Безбородко, Пален и др.
Как и другие части цикла, «Чёртов мост» заканчивается «рельефной сценой крупного исторического события»: это одно из сражений, в которых Суворов побеждает французскую армию.

## Публикация и оценки
Роман был впервые опубликован в трёх номерах эмигрантского русского журнала «Современные записки»: № 21 за 1924 год, № 23 и 25 за 1925 год. В 1925 году в Берлине вышло отдельное книжное издание. «Чёртов мост», как и остальные части тетралогии «Мыслитель», имел успех у публики, переводился на ряд языков, был высоко оценён критиками. Историк Александр Кизеветтер в своей рецензии, опубликованной в «Современных записках» вскоре после выхода первого издания «Чёртова моста», тоже дал книге высокую оценку. В частности, он написал: «Здесь под каждой исторической картиной и под каждым историческим силуэтом вы смело можете пометить: „с подлинным верно“».
Критики отмечали тесную связь «Чёртова моста» с русским историческим романом XIX века, с французской литературой, с «психологической манерой Л. Толстого».